# Spiloprionus sericeomaculatus
Spiloprionus sericeomaculatus là một loài bọ cánh cứng trong họ Cerambycidae.